# José Raimundo
José Raimundo Rodrigues (Pinheiro, 24 de janeiro de 1947) é um jornalista, apresentador e radialista brasileiro. Ele apresenta o Maranhão TV da TV Guará.
Já foi deputado estadual (1999–2003).

## Biografia
Sua trajetória na TV começa como apresentador do Jornal da Baixada, da TV Difusora, em 1ª de julho de 1978.
Em 1984, passa a apresentar o Maranhão TV, uma revista eletrônica misturando pautas jornalísticas e entretenimento com foco na cultura local. O programa era exibido diariamente, de segunda a sexta, das 12 às 13 horas.
A revista eletrônica é produzida de forma independente pela produtora Raízes do Maranhão, que foi fundada por José Raimundo. O programa foi transmitido em outras emissoras locais ao longo de seus quase 40 anos, sendo atualmente transmitido pela TV Guará desde 2018.
Atuou como correspondente da TV Globo no Maranhão durante seis anos, onde cobriu a eleição dos delegados maranhenses que votariam na chapa presidencial de 1985, o retorno de José Sarney ao Maranhão um dia depois de sua eleição como vice-presidente, e o drama das enchentes que atingiram mais de 400 mil pessoas no estado. Realizou a primeira entrada ao vivo da TV Difusora no Jornal Nacional, mostrando a repercussão da vitória da chapa entre Tancredo Neves e José Sarney na eleição presidencial de 1985.
Em 1986, realizou o I Festival de Toadas de Bumba Meu Boi do Maranhão, no qual foi classificada a toada "Maranhão Meu Tesouro Meu Torrão". José Raimundo enviou a canção de Humberto de Maracanã para Alcione, que a regravou. O jornalista também produziu dezenas de discos de bumba-meu-boi no estado, projetando diversos nomes da cultura popular.
Além do Maranhão TV, o jornalista apresenta na Rádio Timbira o programa Coisa Nossa, falando da história e dos valores da cultura popular maranhense.

## Carreira política
Em 1998 foi eleito deputado estadual do Maranhão pelo PSD.
Em 2000 foi candidato a prefeito de São Luís pelo PTB, não tendo sido eleito, ficando 3ª lugar com 9,55% dos votos válidos.
Não conseguiu se reeleger como deputado estadual nas eleições de 2002 e 2006.